# Egzon Kryeziu
Egzon Kryeziu (* 25. April 2000 in Kranj) ist ein slowenischer Fußballspieler kosovo-albanischer Abstammung auf der Position eines Mittelfeldspielers. Seit Februar 2020 steht der mehrfache slowenische Juniorennationalspieler bei Lechia Gdańsk mit Spielbetrieb in der höchsten polnischen Fußballliga unter Vertrag.

## Vereinskarriere

### Karrierebeginn und Aufstieg in die höchste Liga
Egzon Kryeziu wurde am 25. April 2000 geboren und spielte bereits in seiner Kindheit für den NK Triglav Kranj aus der viertgrößten slowenischen Stadt Kranj. Dort durchlief er sämtliche Nachwuchsspielklassen und war in der Saison 2013/14 mit 24 Ligaspielen und vier -toren ein Stammspieler in der U-15-Mannschaft des Vereins. Dies war er auch in der darauffolgenden Spielzeit 2014/15, als er es auf 22 Ligaeinsätze und acht -tore brachte und zudem in fünf Meisterschaftsspielen der 1. Slovenska Kadetska Liga, der slowenischen U-17-Liga, zum Einsatz kam. In dieser Liga stieg er 2015/16 zur Stammkraft auf und absolvierte bereits 28 Meisterschaftsspiele, in denen er zweimal zum Torerfolg kam. Im Alter von 16 Jahren schaffte Kryeziu nicht nur den Sprung in die U-19-Mannschaft des Klubs, sondern auch in Herrenmannschaft, die zu diesem Zeitpunkt in der slowenischen Zweitklassigkeit verkehrte.
Während er im Erstrundenspiel der 1. Slovenska Mladinska Liga der Saison 2016/17 bei einer 1:2-Heimniederlage gegen die Alterskollegen des NK Maribor sein U-19-Debüt gab, saß er zehn Tage vor seinem 17. Geburtstag bei einem 3:0-Heimerfolg über den Stadtrivalen NK Zarica Kranj erstmals in einem Meisterschaftsspiel der Herren auf der Ersatzbank. Sein Pflichtspieldebüt gab er daraufhin zwei Runden später bei einem 3:3-Remis gegen den NK Drava Ptuj, den Nachfolgeverein des 2011 aufgelösten gleichnamigen Klubs, als er von Trainer Siniša Brkić von Beginn an eingesetzt und in der 54. Spielminute durch Urban Janjič ersetzt wurde. In der 26. Runde absolvierte er Meisterschaftsspiele für drei Mannschaften seines Vereins; so wurde er in der 1. SKL, der 1. SML und der Druga Slovenska Nogometna Liga eingesetzt. Der Einsatz in der 1. SKL blieb sein einziger in dieser Saison. Im Endklassement rangierte er mit den Herren des NK Triglav Kranj mit sieben Punkten Vorsprung überlegen auf dem ersten Platz und schaffte damit den direkten Aufstieg in die Slovenska Nogometna Liga, in der der Verein zum letzten Mal 2013/14 vertreten war. Für die U-19-Mannschaft war er in 24 Ligapartien im Einsatz und kam auf zwei Treffer.

### Regelmäßige Erstligaeinsätze ab 2017/18
In der Saison 2017/18 kam der junge Mittelfeldakteur abwechselnd für die U-19- und die Herrenmannschaft zum Einsatz. In der ersten Saisonhälfte noch Teil des Juniorenaufgebots, wurde er ab dem Frühjahr von Trainer Siniša Brkić regelmäßig im Profikader eingesetzt. So brachte es Kryeziu auf 19 Einsätze und fünf Tore in der 1. SML, sowie zu zwölf für ihn persönlich torlosen Meisterschaftsspielen in der slowenischen Erstklassigkeit. Hinzu kamen auch noch ein Einsatz im Mladinski Pokal, dem slowenischen U-19-Junioren-Pokal, sowie Einsätze in den Relegations-Play-offs gegen den NK Drava Ptuj, den Zweitplatzierten der Druga Slovenska Nogometna Liga 2017/18. Der NK Triglav Kranj, der aufgrund des vorletzten Platzes in der Slovenska Nogometna Liga in die Relegation musste, konnte sich dort mit einem Gesamtscore von 6:3 gegen den Konkurrenten aus der zweiten Liga behaupten. Ab der Spielzeit 2018/19 lief Kryeziu, wie bereits gegen Ende der vorangegangenen Saison, als Stammspieler der Profis auf. Über den gesamten Saisonverlauf brachte es der 18- bzw. 19-Jährige dabei auf 31 Einsätze und kam dabei dreimal zum Torerfolg. Seinen ersten Treffer in der höchsten Fußballliga des Landes erzielte er am 18. August 2018 bei einem 3:1-Auswärtssieg über den NK Celje, als er in der 69. Minute zur 3:0-Führung seines Teams traf. Im Endklassement der 1. SNL belegte er mit seinem Team den achten Tabellenplatz und hatte damit den Klassenerhalt geschafft. Des Weiteren brachte er es auf einen Einsatz im slowenischen Fußballpokal 2018/19, in dem Triglav Kranj allerdings bereits im Achtelfinale gegen NK Olimpija Ljubljana ausschied. In der U-19-Mannschaft des Klubs brachte es der Mittelfeldspieler 2018/19 auf zwei Ligaeinsätze und ebenso viele Treffer.

### Vom Stammspieler in Slowenien zum Reservisten in Polen
Auch in der nachfolgenden Spielzeit 2019/20 blieb Kryeziu ein Stammspieler von Triglav Kranj und kam bis zur Winterpause in allen 20 Ligapartien zum Einsatz, wobei er auf eine Bilanz von zwei Toren und einem Assist kam. Am 12. Februar 2020 gab der slowenischen Erstligist den Abgang des 19-jährigen Mittelfeldakteurs bekannt; Kryeziu wechselte in die Ekstraklasa, die höchste polnische Fußballliga, zu Lechia Gdańsk, wo er einen Zweijahresvertrag unterschrieben hatte. Der Vertrag beinhaltet die vereinsseitige Option einer Verlängerung um weitere zwei Jahre. In weiterer Folge kam der 1,80 m große Rechtsfuß, bis zur Unterbrechung des Spielbetriebs aufgrund der COVID-19-Pandemie in Polen einen Monat später, nicht für den Klub aus Danzig zum Einsatz. Mit dem Start in die Ekstraklasa 2020/21 gehörte er zumeist als Ersatzspieler zum erweiterten Kader der Mannschaft, saß jedoch die meiste Zeit abwechselnd auf der Ersatzbank oder gehörte gar nicht erst dem erweiterten Kader an. Am 26. September 2020 gab er bei einem 4:0-Heimerfolg über Podbeskidzie Bielsko-Biała sein Pflichtspieldebüt für Lechia Gdańsk, als er in der 79. Spielminute für Maciej Gajos eingewechselt wurde. Bei einer 0:1-Heimniederlage gegen Wisła Płock wurde er erstmals über die vollen 90 Minuten im defensiven Mittelfeld eingesetzt. Dies war bislang (Stand: 2. Mai 2021) auch sein letzter offizieller Auftritt im Profikader von Lechia Gdańsk.

## Nationalmannschaftskarriere
Erste Erfahrungen in einer Nachwuchsnationalmannschaft des slowenischen Fußballverbandes sammelte Kryeziu im Jahre 2015, als er am 3. November bei einem 4:2-Sieg der slowenischen U-16-Junioren gegen die Alterskollegen aus Kroatien debütierte. Nach einem weiteren Spiel gegen die Kroaten zwei Tage später, dauerte es bis Anfang April 2016, ehe der Mittelfeldakteur zu einem weiteren U-16-Länderspieleinsatz kam. Im Mai und Juni 2016 kam er daraufhin zu seinen letzten Einsätzen für die slowenische U-16-Auswahl, für die er insgesamt sieben Länderspiele absolvierte und dabei torlos blieb.
Nicht einmal zwei Monate später debütierte er in einem Freundschaftsspiel gegen Irland für Sloweniens U-17. Nach drei weiteren freundschaftlichen Länderspielen im August und September 2016 gegen Irland und Mazedonien nahm er mit den Slowenen im Oktober an der Gruppenphase des ersten Runde der Qualifikation zur U-17-Europameisterschaft 2017 teil. Der slowenische U-17-Nationaltrainer Agron Šalja setzte ihn in allen drei Gruppenspielen ein; Slowenien schaffte daraufhin als Zweiter der Gruppe 5 den Einzug in die Eliterunde der EM-Qualifikation. Nach zwei Aufbauspielen gegen die griechischen Alterskollegen Anfang Februar 2017 war er unter Šalja abermals ein Stammkraft, als es für Slowenien um die endgültige EM-Qualifikation über die Eliterunde ging. In der von England dominierten Gruppe 7 reichten zwei Remis gegen Bosnien und Herzegowina und Tschechien, sowie eine 0:4-Niederlage gegen die Engländer nicht für eine Qualifikation zur im Mai 2017 stattfindenden Endrunde in Kroatien.
Nachdem dies zugleich auch seinen letzten Länderspiele im U-17-Kader waren, gab Kryeziu am 7. Juni 2017 bei einem 1:1-Remis in einem Freundschaftsspiel gegen Tschechien sein Debüt in der slowenischen U-18-Nationalmannschaft. Nach einem weiteren Länderspiel mit dem 2000er Jahrgang im August 2017 dauerte es für den Mittelfeldspieler über sieben Monate, ehe er seinen nächsten U-18-Länderspieleinsatz verzeichnen konnte. Zwei weitere Länderspiele gegen die Alterskollegen aus der Slowakei folgten noch im April 2018, ehe Kryeziu seinen 18. Geburtstag feierte und nicht mehr für diese Nationalauswahl spielberechtigt war.
Stattdessen absolvierte er am 4. September 2018 seinen ersten Einsatz in der slowenischen U-19-Auswahl, als er beim 3:3-Remis gegen Frankreich von Beginn an spielte und in der 52. Minute durch Rok Maher ersetzt wurde. Nach Einsätzen in zwei Freundschaftsspielen gegen die Alterskollegen aus der Türkei Ende Januar 2019 und ebenso vielen Spielen gegen Serbien Ende Februar 2019 bestritt er mit den Slowenen im nachfolgenden März die Eliterunde der Qualifikation zur U-19-Europameisterschaft 2019 und wurde dabei in den beiden Gruppenspielen gegen Spanien und die Niederlande eingesetzt. Die Slowenen schafften jedoch als Drittplatzierter der Gruppe 4 nicht den Einzug zur im Juli in Armenien stattfindenden Endrunde.
Am 10. Juni 2019 debütierte Kryeziu bei einem 1:1-Remis in einem Freundschaftsspiel gegen Georgien in der U-21-Nationalmannschaft seines Heimatlandes, als er von Trainer Primož Gliha für die zweite Halbzeit aufs Spielfeld geschickt wurde. Zwischen September und November 2019 kam er daraufhin in vier weiteren freundschaftlichen Länderspielen der slowenischen U-21-Nationalmannschaft zum Einsatz. Zwei weitere Freundschaftsspiele für die U-21 folgten im September 2020, gefolgt von einem weiteren Freundschaftsspiel im November 2020.

## Erfolge
- Meister der Druga Slovenska Nogometna Liga und Aufstieg in die Slovenska Nogometna Liga: 2016/17

## Persönliches
Seine beiden Brüder Drilon (* 1999) und Altin (* 2002) sind ebenfalls Fußballspieler und spielten ebenfalls im Nachwuchs bzw. in der Profimannschaft des NK Triglav Kranj. Des Weiteren sind seine beiden Brüder slowenische Juniorennationalspieler. Der jüngste der drei Brüder schaffte im Sommer 2019 den Sprung nach Italien, wo er seitdem im Nachwuchs von SPAL Ferrara aktiv ist und in der Saison 2019/20 bereits erstmals in einem Ligaspiel der in der Serie A spielenden Profis uneingesetzt auf der Ersatzbank saß.